# Pitiegua
Pitiegua is een gemeente in de Spaanse provincie Salamanca in de regio Castilië en León met een oppervlakte van 19,75 km². Pitiegua telt 196 inwoners (1 januari 2016).

## Demografische ontwikkeling
Bron: INE, 1857-2011: volkstellingen